# 同济同捷科技
同济同捷科技是一家位於中國上海杨浦区的汽车工程设计公司。公司成立於1999年。2009年，同济同捷科技申請在創業板上市，但是被中國證券監督管理委員會否決。